# Districtul Baraki
Baraki este un district din provincia Alger, Algeria.